# Love and Death
Love and Death (рус. Любовь и смерть) — американская рок-группа, основанная гитаристом Korn Брайаном Уэлчем. Официально о её создании было объявлено в феврале 2012 года как ребрендинге сольного музыкального проекта Уэлча.

## История

### Создание и ранние годы (2009-2012)
Группа фактически явилась ребрендингом гастролировавшей группы, которая от имени Уэлча выступала с целью продвижения его сольного альбома «Save Me from Myself». Образованный в 2009 году коллектив составили музыканты, набранные Уэлчем путём открытого их прослушивания через YouTube и во втором туре прослушиваний, лично, в его студии в Финиксе, штат Аризона.
 Название Love and Death была выбрано, потому что любовь и смерть являются двумя самыми значительными вещами, испытываемыми в жизни. Первоначально коллектив состоял из шести членов: басист Майкл Валентайн, гитарист Ральф Пэтлан, клавишник Брайан Рьюди, гитарист Скотт Ван Хельдт, а также вокалист барабанщик Дэн Джонсон. После двух лет туров Ван Хельдт по финансовым соображениям покинул группу, а Рьюди оставил её несколькими месяцами ранее, перейдя в Whitesnake. Пэтлан также оставил коллектив по неназванной причине. Начался поиск гитариста. В марте 2011 года, за две недели до начала турне, Уэлч объявил о начале «идеально подходящего» для его группы нового гитариста через публичное прослушивание Thousand Foot Krutch's на Youtube. Уэлчем был выбран J.R. Bareis, ставший четвёртый постоянным участником коллектива, т.к. они остановились на создании группы как квартета. В ноябре 2011 под именем Брайана Уэлча они выпустили сингл «Paralyzed». В феврале 2012 гастролирующая группа была переименована в Love and Death.
Love and Death официально была объявлена в феврале 2012 по заявлению, сделанному Уэлчем. В нём он объяснял, что «Я хотел использовать название группы для ребрендинга моей музыки в течение нескольких лет. Это делалось в постоянном обсуждении с моим менеджментом и я был на середине моей третьей поддерживающей книги, потому казалось неудачным временем для переименования. Теперь выходит новая музыка — это время, чтобы действительно отделить делаемые мной вещи. Я хочу, чтобы музыка была о музыке. Я буду и дальше публично выступать под именем Брайана Уэлча. Я счастлив, что вся путаница будет завершена.»

### ChemicalsEP иBetween Here & Lost(2012–настоящее время)
Дебютный сингл группы, Chemicals, был выпущен в начале апреля, в то время как их одноимённый мини-альбом вышел 24 апреля 2012. Уэлч раскрыл, что они будут выпускать кавер-версию песни Whip It группы Devo и ремикс «Paralyzed» Хэра Медджидо. Премьера видеоклипа к «Chemicals» состоялась 7 мая 2012 на сервисе VEVO.
В конце сентября 2012 группа анонсировала, что они подписали контракт со звукозаписывающим лейблом Tooth & Nail Records/EMI, и что дебютный альбом коллектива, Between Here & Lost, выйдет 20 ноября, хотя выход был перенесён на более позднее время и состоялся 22 января 2013. На альбоме Уэлч сообщает, что «эта запись была рождена испытаниями, невзгодами, болью, страданиями, тревогой, депрессий и драмой. Тем не менее, мы взошли на вершину и конечным результатом является весьма весьма реальная, сырая и честная запись.»
13 июня 2013 объявлено, что группа записала новую песню «Empty».
В Декабре 2015 года J.R. и Brian в Инстаграм объявляют о начале работы над вторым студийным альбомом.

## Текущий состав группы
- Брайан Уэлч — вокал, гитара (2009 - настоящее время)
- Джей Ар Барейс (J.R. Bareis) — ведущий гитарист, вокал (2009-2012 — сессионный участник, 2012 - настоящее время)
- Джейсен Рау (Jasen Rauch) - бас-гитара, бэк-вокал (2017 - настоящее время)
- Исайя Перез (Isaiah Perez) - ударные (2017 - настоящее время)

Бывшие участники:
- Майкл Вэлентайн — бас-гитара (2009—2012 — сессионный участник; 2012-2016)
- Дэн Джонсон[англ.] — ударные (2009-2012 — сессионный участник, 2012-2017)

## Дискография

### Студийные альбомы
| Название            | Об альбоме                                                                              | Наилучшая позиция в чарте | Наилучшая позиция в чарте | Наилучшая позиция в чарте | Наилучшая позиция в чарте |
| Название            | Об альбоме                                                                              | US                        | US Christ.                | US Hard Rock              | US Rock                   |
| ------------------- | --------------------------------------------------------------------------------------- | ------------------------- | ------------------------- | ------------------------- | ------------------------- |
| Between Here & Lost | - Релиз: 22 января 2013 (США) - Лейбл: Tooth & Nail - Форматы: CD, цифровая дистрибуция | 81                        | 5                         | 5                         | 28                        |
| Perfectly Preserved | - Релиз: 12 февраля 2021 (США)                                                          | —                         | —                         | —                         | —                         |

### EP
| Название     | Описание альбома                                                               |
| ------------ | ------------------------------------------------------------------------------ |
| Chemicals EP | - Релиз: 24 апреля 2012 (США) - Лейбл: Headdog - Форматы: цифровая дистрибуция |

### Синглы
| Название                                                                    | Год  | Наилучшая позиция в чарте | Наилучшая позиция в чарте | Альбом              |
| Название                                                                    | Год  | US Sales                  | US Christ. Rock           | Альбом              |
| --------------------------------------------------------------------------- | ---- | ------------------------- | ------------------------- | ------------------- |
| "Paralyzed"                                                                 | 2011 | —                         | —                         | Between Here & Lost |
| "Chemicals"                                                                 | 2012 | 6                         | 4                         | Between Here & Lost |
| "The Abandoning"                                                            | 2012 | —                         | 6                         | Between Here & Lost |
| "Meltdown"                                                                  | 2013 | —                         | 20                        | Between Here & Lost |
| "Lo Lamento"                                                                | 2016 | —                         | —                         | Perfectly Preserved |
| "Down"                                                                      | 2020 | —                         | —                         | Perfectly Preserved |
| "White Flag"                                                                | 2021 | —                         | —                         | Perfectly Preserved |
| "The Hunter"                                                                | 2021 | —                         | —                         | Perfectly Preserved |
| "—" прочерк означает отсутствие записей или чартов на указанной территории. |      |                           |                           |                     |

#### Meltdown
"Meltdown" — третий сингл с альбома Between Here & Lost. Песня (вместе с "The Abandoning") явилась ремиксом Джейсена Рау в ходе подготовки к переизданию 24 сентября 2013 Between Here & Lost как "deluxe" редакции, содержащей новую песню под названием «Empty».  Композиция достигла 20-го места в чарте US Christ Rock , со снятым на песню клипом, представленным 12 августа 2013.

##### Предпосылки
Композиция представляет собой мощную песню, которая углубляется в реалистичные субъекты прошлого, обычно автоматически определяемыми как мазохизм, подобно истощающей боли, потери близких и темами, связанными с психической устойчивостью.

##### Клип
По закадровой сцене, видео показывает сидящих вокруг стола детей с колпаками на головах, надеваемыми по случаю дня рождения.
Клипы
"Chemicals" - 6 Мая 2012 год
"The Abandoning" - 28 Января 2013 год
"Meltdown" - 12 Августа 2013 год